# Mancioux
Mancioux ist eine französische Gemeinde mit 379 Einwohnern (Stand 1. Januar 2022) im Département Haute-Garonne in der Region Okzitanien. Die Einwohner werden Manciousains genannt. Die Bevölkerungszahl stieg von 377 (1962) auf den heutigen Stand an.
Mancioux liegt 21 Kilometer nordöstlich von Saint-Gaudens am Bewässerungskanal Canal de Saint-Martory und am Zusammenfluss der Garonne mit deren Nebenfluss Noue. Die Anbindung an das Autobahnnetz Frankreichs wird durch die Autoroute A64 hergestellt.
Seit dem Ende des 19. Jahrhunderts führte die neugewonnene Möglichkeit der Nutzung von Wasserkraft zur Energieerzeugung zu industriellen Aktivitäten in Mancioux, deren Mittelpunkt ein Wasserkraftwerk war. Die drei Gemeinden Mancioux, Roquefort-sur-Garonne und Boussens nutzten eine Engstelle der Garonne im Massif du Plantaurel für den Bau dieses Werkes. Von 1912 bis 1917 gab es deshalb eine lokale Industrie in Mancioux.

## Bevölkerungsentwicklung
| Jahr                       | 1962 | 1968 | 1975 | 1982 | 1990 | 1999 | 2008 | 2017 |
| Einwohner                  | 377  | 393  | 347  | 406  | 391  | 344  | 418  | 409  |
| Quellen: Cassini und INSEE |      |      |      |      |      |      |      |      |

## Sehenswürdigkeiten
An der alten Brücke über die Noue stehen zwei Menhire. Die Pfarrkirche verfügt über einen schönen Glockengiebel.

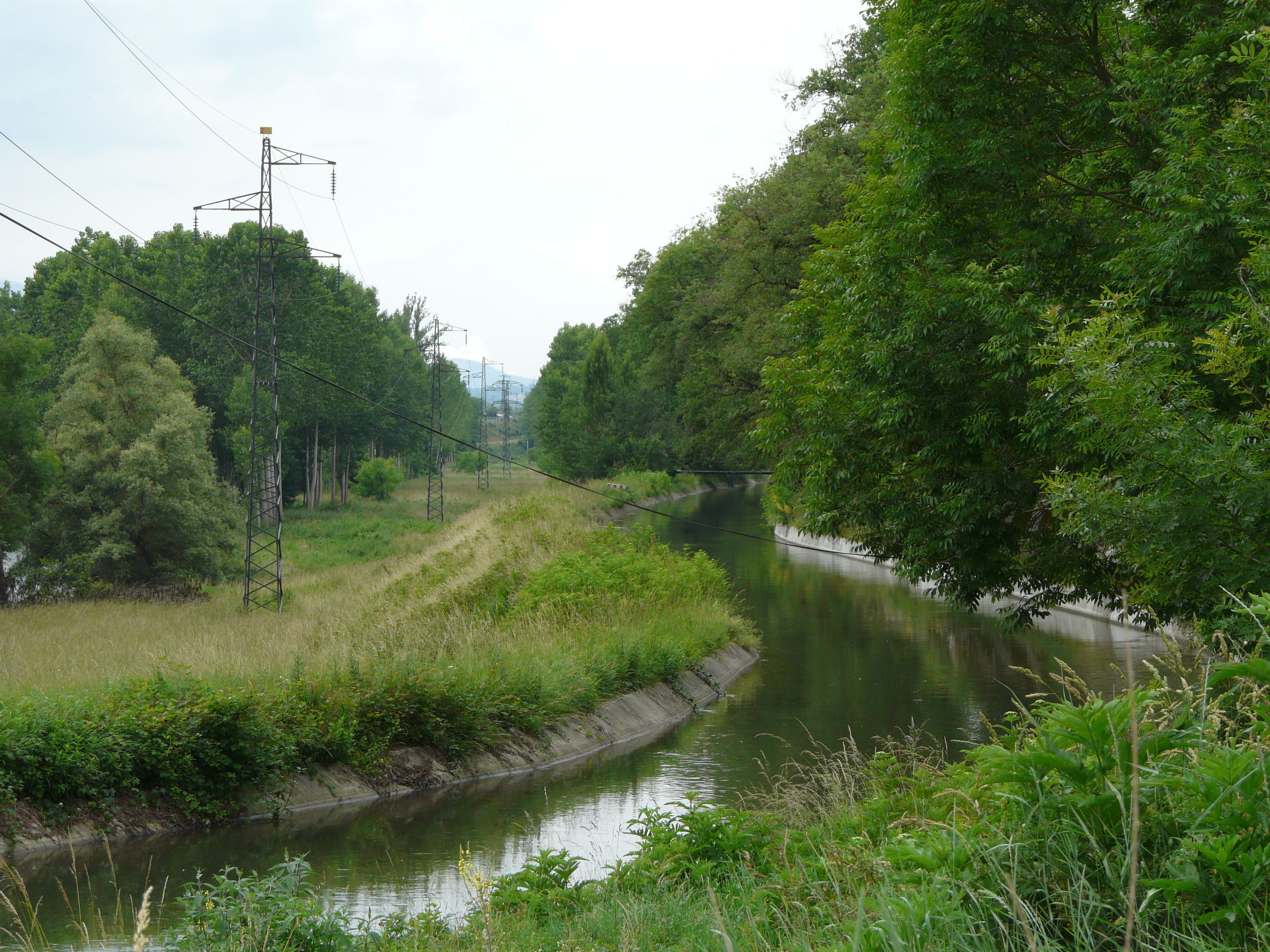
Canal de Saint-Martory bei Mancioux
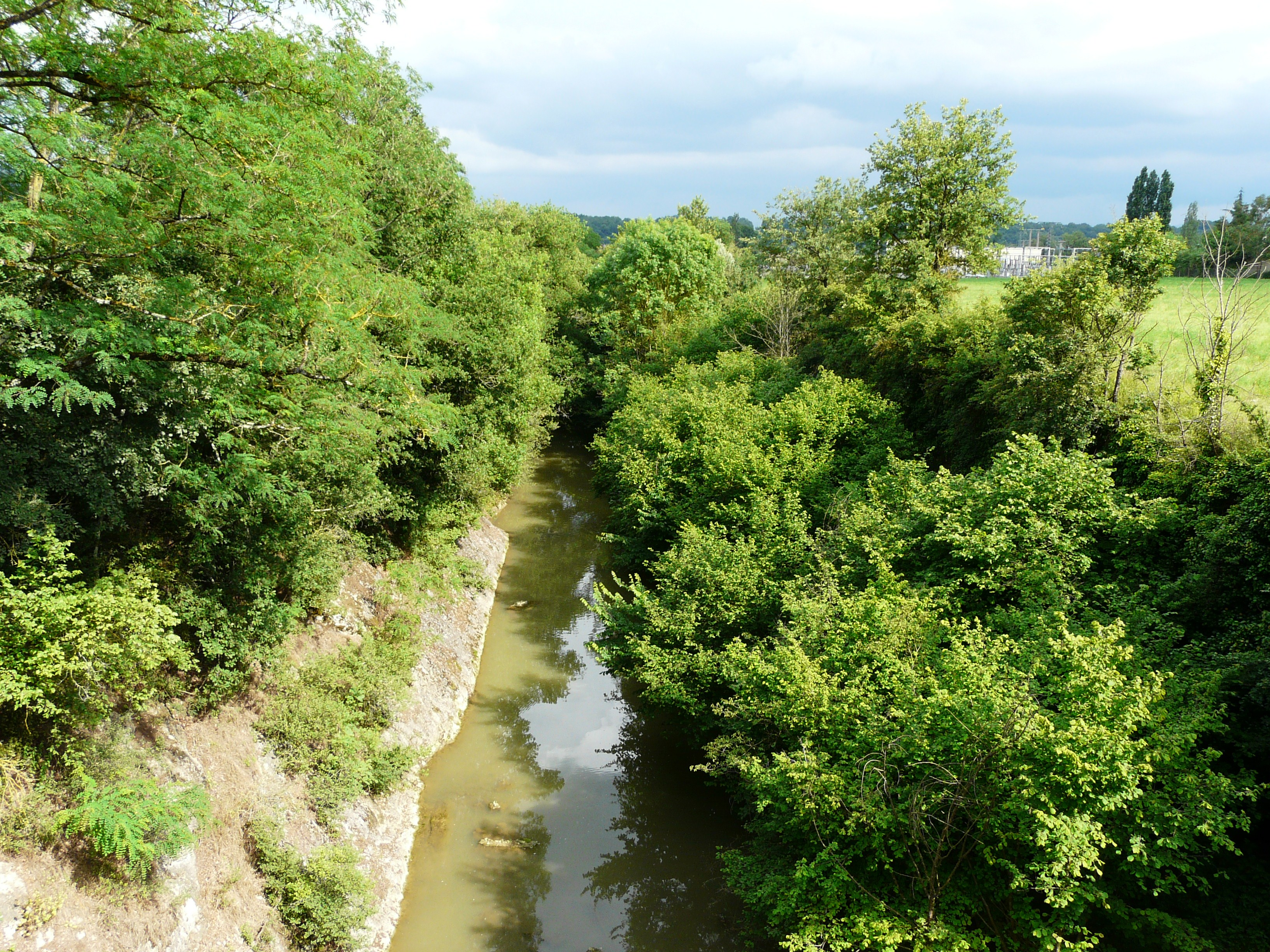
Die Noue bei Mancioux
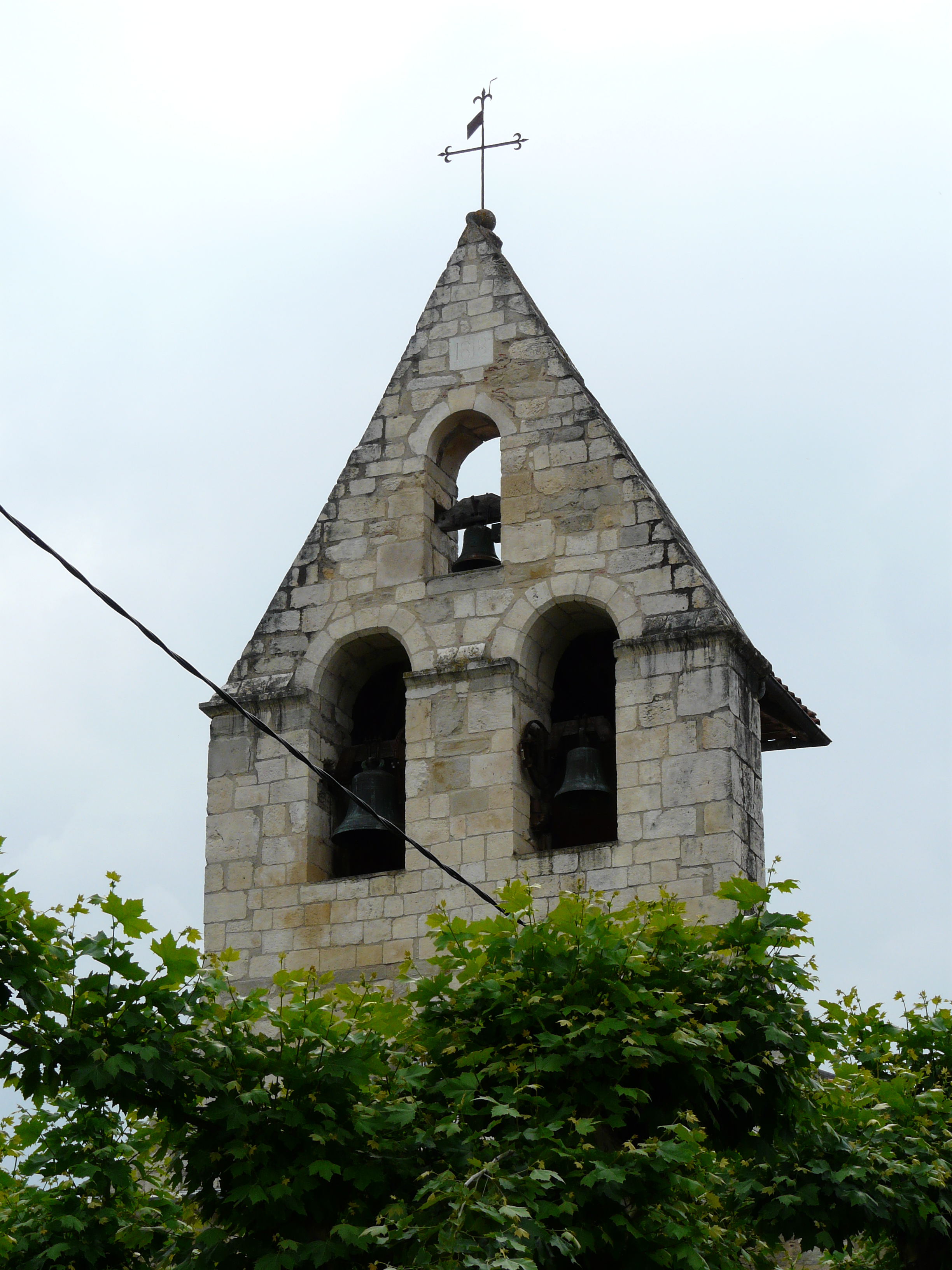
Glockengiebel der Kirche